# يوبوود (كامبريدجشير)
يوبوود (بالإنجليزية: Upwood)‏ هي قرية تقع في المملكة المتحدة في كامبريدجشير.